# Chattnovell
En chattnovell eller chattberättelse är en berättelse där en följer handlingen enbart genom att läsa de fiktiva karaktärernas chatt-konversationer med varandra. Formatet begränsar berättarmöjligheterna en hel del, men utmanar även till att skriva berättelser helt drivna av dialog. Chattnoveller läses på digitala plattformar som datorer, surfplattor och mobiler.
Den första plattformen för chattnoveller var Hooked och skapades av Prerna Gupta and Parag Chordia. De höll på att skriva en novell och bestämde sig för att testa hur långa noveller läsare föredrar. De fann att tonåringar läste mindre än 1000 ord när det var utdrag från YA-berättelser, men att de läste längre texter när de var skrivna som text-konversationer. De lanserade appen Hook 2015 och var en av de populäraste gratis-apparna i Apples app store under 2017. Flera konkurrerande appar släpptes i snabb följd, både rena chattnovell-appar men även sådana som fokuserar på mer interaktiva berättelser. I Sverige har chattnoveller inte riktigt slagit igenom trots flera satsningar.